# Michaeloplia ocellata
Michaeloplia ocellata är en skalbaggsart som beskrevs av Marc Lacroix 1997. Michaeloplia ocellata ingår i släktet Michaeloplia och familjen Melolonthidae. Inga underarter finns listade i Catalogue of Life.